# Sawabi-eilanden
De Sawabi-eilanden, soms ook naar hun Franse naam Îles des Sept Frères, vertaald Eilanden van de Zeven Broers, vormen een onbewoonde eilandengroep van Djibouti. De eilanden liggen in de zeestraat Bab el Mandeb, tussen de Rode Zee en de Golf van Aden. De eilanden behoren tot de regio Obock.

## Geografie
De eilandengroep bestaat uit een keten van zes vulkanische eilanden over een strook van ongeveer 10 km van oost naar west. 
- H̱amra (62 m hoogte)
- Ounḏa Dâbali (46 m)
- Tolka (17 m)
- Kaḏḏa Dâbali (114 m)
- H̱orod le ‘Ale (83 m)
- ‘Ounḏa Kômaytou (47 m)

De zevende "broer" is geen eiland, maar een vulkanisch heuvel op de noordpunt van het schiereiland Ras Siyyan op het vasteland van Djibouti. H̱amra ligt ongeveer 4,5 km ten oosten van dit schiereiland en ongeveer 6 km ten noordoosten van de rest van de kust van Djibouti. Alle eilanden worden omringd door riffen.

## Important Bird Area
Het park is aangewezen als Important Bird Area door BirdLife International vanwege het belang voor significante populaties van grote kuifsterns en Bengaalse sterns. Andere vogelsoorten die op het eiland broeden zijn bruine genten, visarenden en woestijnvalken. Rondom het eiland worden daarnaast karetschildpadden en misschien ook soepschildpadden waargenomen.

## Klimaat
De warmste maand van het jaar is juli met een gemiddelde temperatuur van 39,0 °C. De lucht is het hele jaar door altijd helder. Het klimaat van de eilandengroep is geclassificeerd in de klimaatclassificatie van Köppen als een woestijnklimaat (BWh) met een gemiddelde jaartemperatuur van meer dan 29 °C.